# هانس بول
هانس بول (بالإنجليزية: Hans-Paul Schwefel)‏ (من مواليد 4 ديسمبر 1940 في برلين) وهو عالم حاسوب ألماني وأستاذ فخري في جامعة دورتموند (الآن جامعة دورتموند للتكنولوجيا)، حيث شغل منصب تحليل النظم من عام 1985 حتى عام 2006. وهو واحد من الرواد في الحساب التطوري وواحد من المؤلفين المسؤولين عن الإستراتيجية التطورية المعروفة بـ (Evolutionsstrategien). وقد ساعد عمله على فهم ديناميات الخوارزميات التطورية ووضع الحوسبة التطورية على أسس رسمية.
التحق بجامعة برلين للتكنولوجيا (TUB) وتخرج كمهندس في مجال الطيران في عام 1965 وحصل على شهادة الدكتورة في عام 1975. عندما كان طالباً في جامعة برلين للتكنولوجيا TUB التقى بإنغو ريكينبرغ في نوفمبر 1963. كلاهما كان يدرس تكنولوجيا الفضاء وكلاهما كانا حريصين على علم التحكم الآلي والبيونيكس. كان رخينبرغ يتعامل مع قياسات الإجهاد الناتج عن قص الجدار وكان هانس بول مسؤولًا عن تنظيم تمارين ديناميكية السائل للطلاب الآخرين. كانا يحلمان بصنع روبوت يعمل وفقا للمبادئ السيبرنيطيقا، لكن الحواسيب أصبحت متاحة في وقت لاحق بعدها.
أثناء حضوره معهد هيرمان فوتنغنر للديناميكا المائية (HFI) في جامعة برلين للتكنولوجيا TUB، بدأ هو وريشنبرغ في إجراء التجارب على الأجنحة والألواح المرنة والأشياء الأخرى المتعلقة بديناميكيات السوائل. كان الهدف الرئيسي من تلك التجارب يتعلق بتحسين الشكل من خلال تعديلات صغيرة في الأغلب على الأشياء الحقيقية، وهي «تقنية» تسمى التحسين التجريبي، من أجل الحد من السحب، وزيادة الدفع، وهكذا. وقد أظهر تطبيق أساليب التحسين التقليدية (مثل تقنيات Gauss-Seidel والتقنيات المبنية على التدرج) وعلى مثل هذه التجارب أن هذه الطرق ليست مناسبة تمامًا لاعتمادها في التحسين التجريبي. أدركوا تعديل جميع المتغيرات في نفس الوقت. كانت هذه هي الفكرة الأساسية لإبراز إستراتيجية التطور الأولى، التي تتكون من عضوين، والتي كانت مستخدمة في البداية على مشكلة منفصلة (تحسين صفيحة متعرجة في نفق ريح) وتم التعامل معها بدون أجهزة كمبيوتر.
في وقت لاحق، وسع هانس بول فكرته نحو استراتيجيات التطور للتعامل مع التحسين العددي كما ساعد على إضفاء الطابع الرسمي عليه كما هو معروف في الوقت الحاضر.

## وصلات خارجية
- Hans-Paul Schwefel's Webpage
- Chair of Algorithm Engineering (former Systems Analysis)